# Hudiivți, Borșciv
Hudiivți (în ucraineană Худіївці) este un sat în comuna Șuparka din raionul Borșciv, regiunea Ternopil, Ucraina.

## Demografie
Componența lingvistică a localității Hudiivți
     Ucraineană (99,13%)
     Alte limbi (0,87%)
Conform recensământului din 2001, majoritatea populației localității Hudiivți era vorbitoare de ucraineană (99,13%), existând în minoritate și vorbitori de alte limbi.